# Правничий коледж Львівського університету
Правничий коледж — структурний підрозділ Львівського національного університету імені Івана Франка. Директором коледжу є Володимир Ігорович Цікало. 30 грудня 2020 року наказом ректора ЛНУ ім. Іванан Франка Петра Мельника, за сприяння депутата Львівської обласної ради Григорія Козловського, коледж було реорганізовано шляхом приєднання до Відокремленого структурного підрозділу "Педагогічний фаховий коледж Львівського національного університету імені Івана Франка".

## Історія
Правничий коледж Львівського національного університету імені Івана Франка створений від 29 травня 1997 року на базі ліквідованого Львівського технікуму промислової автоматики. В коледжі навчаються більше 200 студентів.
У жовтні 2015 року коледж отримав новий навчальний корпус за адресою: м. Львів, вул. Дорошенка, 33

## Структура
Навчальний процес у коледжі забезпечують 3 циклові комісії:
- Циклова комісія з професійно-орієнтованихних дисциплін
- Циклова комісія з гуманітарних та соціально-економічних дисциплін
- Циклова комісія з фундаментальних дисциплін

Крім того, у коледжі діють 3 лабораторії:
- Лабораторія національно-патріотичного виховання
- Лабораторія практичного права
- Навчальна лабораторія" Комп'ютерний клас"

## Відомі випускники
- Ярослав Жукровський — керівник Головного територіального управління юстиції у Львівській області
- Степан Божило — заступник прокурора Миколаївської області. старший радник юстиції
- Володимир Сивак — Голова Золочівського районного суду Львівської області
- Володимир Лисик — кандидат юридичних наук, доцент кафедри міжнародного права Львівського національного університету імені Івана Франка